# Bonos Mefo

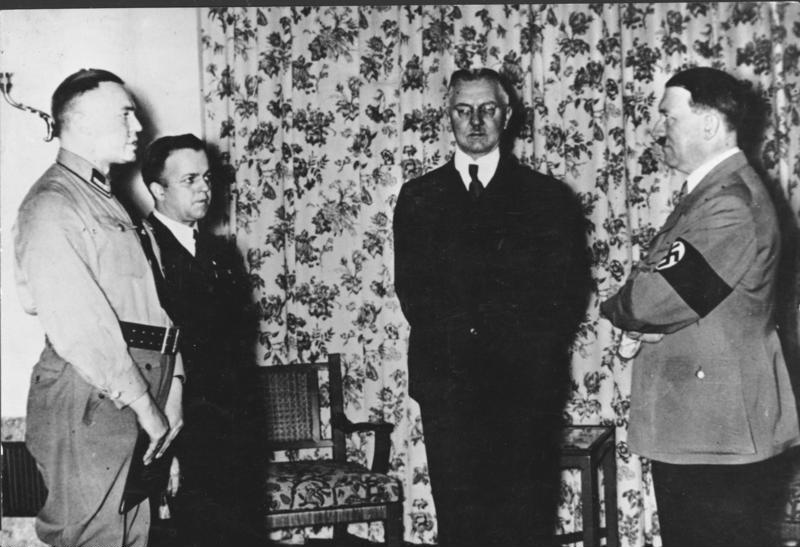
Hjalmar Schacht, Adolf Hitler ADN-Zentralbild/Archivo Conversación entre el Canciller del Reich Adolf Hitler y el ministro de Economía del Reich y el presidente del Reichsbank.

Los bonos Mefo, que deben su nombre a la Metallurgischen Forschungsgesellschaft mbH (Sociedad de Investigación Metalúrgica S. L.), fueron un método de financiación en forma de letras de cambio empleado por la Alemania nazi durante el período de entreguerras. Con ellas se pudo financiar el incremento del gasto público sin necesidad de solicitar préstamos bancarios.
Los bonos Mefo fueron ideados por el entonces presidente del Reichsbank Hjalmar Schacht, y se empezaron a emitir en julio de 1933 con un capital inicial de un millón de Reichsmarks. Estos bonos se utilizaron principalmente para encubrir el endeudamiento llevado a cabo por el Tercer Reich para financiar su programa de rearme[cita requerida]; aunque también sirvieron para la creación de empleo.